# Комса (река)
Комса — река в России, протекает по территории Красноярского края, правый приток нижнего течения Енисея.
Длина — 121 км, площадь водосборного бассейна — 1600 км². Образуется слиянием рек Правая Комса и Левая Комса на высоте 156 м над уровнем моря. Впадает в Енисей на расстоянии 1306 км от устья на высоте 16 м над уровнем моря.
По данным государственного водного реестра России относится к Енисейскому бассейновому округу. Код водного объекта 17010600112116100058818.